# Nick Kaczur
Nicholas Jesse Kaczur ([Kay-zer]; * 28. Juli 1979 in Brantford, Ontario, Kanada) ist ein ehemaliger kanadischer American-Football-Spieler der als Tackle und Guard für die New England Patriots in der National Football League (NFL) spielte.

## Karriere

### College
Kaczur spielte von 2001 bis 2004 College Football an der University of Toledo für die Toledo Rockets. Bereits als True Freshman wurde er zum Starter ernannt, was ihn zum ersten startenden True Freshman in der Offensive Line der Rockets seit 1978 machte. Für die Rockets startete er in allen 51 Spielen seiner College-Karriere als Left Tackle. Er wurde in allen vier Saisons ins All-MAC-Team gewählt, von 2002 bis 2004 sogar immer ins First-team All-MAC. Er ist nur einer von zwei Rockets, dem es gelang viel Mal zum All-MAC ernannt zu werden. In seiner letzten Saison war er Kandidat für die Outland Trophy und den Lombardi Award. Nach dem Abschluss in Toledo erhielt er eine Einladung zum East-West Shrine Game und zum Hula Bowl. 2012 wurde er in die University of Toledo’s Athletic Hall of Fame aufgenommen. Zum hundertjährigen Jubiläum der Rockets 2017 wurde Kaczur auf Platz 16 des All-Century Teams gewählt.

### NFL
Kaczur wurde im NFL Draft 2005 in der dritten Runde von den New England Patriots ausgewählt. Zudem wurde er in der ersten Runde als insgesamt neunter Spieler im CFL Draft von den Toronto Argonauts ausgewählt. In seiner Rookiesaison wurde er bereits zum Starting Left Tackle. Zu Beginn seiner zweiten Saison war Kaczur aufgrund einer Schulterverletzung nicht spielfähig. Er saß daher den Anfang der Saison aus und startete erst im November 2006 wieder für die Patriots, diesmal jedoch als Right Tackle. Diese Position behielt er auch in den folgenden Saisons. Darunter war auch die Saison 2007, in welcher die Patriots bis zum Super Bowl keine einzige Niederlage einstecken mussten, ehe sie dort gegen die New York Giants verloren. Im März 2010 wurde Kaczur für seine guten Leistungen ins New England Patriots 2000s All-Decade Team gewählt. In die Saison 2010 ging er als Starting Left Guard, wo er Logan Mankins ersetzen sollte. Eine Rückenverletzung, die einen operativen Eingriff erforderte, setzte ihn jedoch während der Preseason außer Gefecht. Er blieb dennoch bis zum 13. Oktober 2010 im Kader, ehe ihn die Patriots auf die Injured Reserve List setzten. Am 29. Juni 2011 wurde Kaczur entlassen. Er hatte bis dahin 62 Spiele für die Patriots gestartet.

## Persönliches
2008 wurde Kaczur verhaftet, nachdem während einer Verkehrskontrolle bei ihm mehrere Hundert Oxicodin-Pillen gefunden wurden. Er einigte sich auf eine Aussetzung des Verfahrens mit sechs Monaten Bewährung, wofür er im Gegenzug der DEA durch einen Undercovereinsatz half, den Vertreiber zu verhaften. 2013 wurde er wegen desselben Vergehens von den Behörden erwischt; erneut entkam er einer Haftstrafe durch Beihilfe zur Festnahme.